# Grallaria andicolus
El tororoí andino o tororoi de cabeza listada (en Perú) (Grallaria andicolus), también denominado  chululú de cabeza rayada, es una especie de ave paseriforme perteneciente al numeroso género Grallaria  de la familia Grallariidae, anteriormente incluido en Formicariidae. Es nativo de los Andes de Bolivia y Perú.

## Distribución y hábitat
La subespecie nominal se distribuye en Perú localmente en los Andes occidentales (sur de Cajamarca hacia el sur hasta Ayacucho) y en los Andes centrales (desde el sur de Amazonas hacia el sur hasta Apurímac), mientras las subespecie punensis se distribuye en el sureste de Perú (Cuzco, Puno) y oeste de Bolivia (oeste de La Paz).
Su hábitat natural son los bosques de Polylepis y los bosques arbustivos a altitudes entre 3000 y 4300 m s. n. m. (metros sobre el nivel del mar).